# Sabarmati
La Sabarmati  est un fleuve de l'Inde occidentale.  Son cours est d'environ 371 km.

## Géographie
La Sabarmati prend sa source dans la chaine montagneuse de l'Aravalli, dans la région d'Udaipur, au Rajasthan. Son  cours initial est aussi nommé Wakal.
Le fleuve se situe principalement au Gujarat. Il se jette dans le golfe de Cambay dans la mer d'Arabie. 
Ahmedabad et Gandhinagar, respectivement capitale économique et politique de l'État du Gujarat, sont établies sur les rives du fleuve. La légende raconte que  le Sultan  Ahmed Shah se reposant sur la rive fut inspiré par le courage d'un lapin chassant un chien agressif pour établir à cet endroit la ville d'Ahmedabad en 1411.
Pendant le mouvement d'indépendance de l'Inde, le Mahatma Gandhi établit son Ashram de Sabarmati sur la rive gauche du fleuve.

## Pollution
Le fleuve Sabarmati fait l'objet d'une pollution importante qui dépasse les normes environnementales.